# Frusca
Il Frusca è un fiume di 13 km di Seulo (SU).

## Corso del fiume
Nasce sul Bruncu Spina a 1829 m s.l.m.
Per un certo tratto scorre con il nome di rio de Su Murdegiu, e infine sfocia nel Flumendosa.